# تشارلز رامزي
تشارلز رامزي (بالإنجليزية: Charles Ramsey)‏ هو مدرب كرة سلة أمريكي، ولد في 25 مارس 1961 في يبسيلانتي في الولايات المتحدة.